# All Born Screaming
All Born Screaming è il settimo album in studio della musicista statunitense St. Vincent, pubblicato il 24 aprile 2024.
È stato riconosciuto col Grammy Award al miglior album di musica alternativa del 2025.

## Tracce
Testi e musiche di Annie Clark, eccetto dove indicato.
1. Hell Is Near – 4:09
2. Reckless – 3:57
3. Broken Man – 3:21
4. Flea – 3:47
5. Big Time Nothing – 2:59
6. Violent Times – 3:57
7. The Power's Out – 4:38
8. Sweetest Fruit – 3:56
9. So Many Planets – 3:35
10. All Born Screaming (featuring Cate Le Bon) – 6:55 (Clark, Cate Le Bon)

## Formazione
- Annie Clark – voce (tutte le tracce), sintetizzatore (tracce 1–3, 5–8, 10), basso (1, 4–8); chitarra a 12 corde, chitarra acustica, piano elettrica (1); programmatore (2–10), chitarra (3–10), sintetizzatore modulare (3, 6); cori, organo (4); contrabasso (6), theremin (9)
- Justin Meldal-Johnsen – basso (1–4, 6, 8–10), sintetizzatore (1, 9); programmatore, chitarra (2, 10); contrabbasso elettrico (2), cori (4), contrabasso (6), percussioni (7), effetti (9), tamburello (10)
- Rachel Eckroth – piano verticale (1), tastiera (2, 9); organo, piano (2)
- Josh Freese – batteria (1, 9)
- Dave Grohl – batteria (3, 4)
- Cian Riordan – batteria (3, 5), basso (6–8)
- Mark Guiliana – batteria (3, 6)
- David Ralicke – sassofono (3), corni (5, 6, 8, 9)
- Cate Le Bon – basso (7, 10), cori (10)
- Stella Mozgawa – batteria (10)

## Todos nacen gritando
Todos nacen gritando è la versione in lingua spagnola dell'album, la cui pubblicazione è programmata per il 15 novembre 2024.